# Artykuł 99
Artykuł 99 – amerykańska tragikomedia z 1992 roku, napisana przez Rona Cutlera i wyreżyserowana przez Howarda Deutcha.
Według Box Office Mojo, Artykuł 99 zarobił blisko 2,5 mln $ podczas pierwszego weekendu (13-03-1992). Film był wyświetlany w 1'262 kinach, będąc wówczas numerem 6. Obraz zarobił w samych Stanach ponad 6 mln dolarów.
Film został nakręcony w Kansas City (Missouri). Wiele centralnych miejsc można ujrzeć na początku filmu, jak i w trakcie trwania filmu, np. Liberty Memorial. Szpital, w którym były kręcone zdjęcia do filmu nazywał się St. Marys Hospital, który stał po przeciwnej stronie ulicy względem Liberty Memorial. Nieistniejący już szpital stoi na terenie zajmowanym obecnie przez Bank Rezerw Federalnych.

## Opis fabuły
Bezduszna biurokracja kontra ludzkie cierpienie. Grupa lekarzy ze szpitala dla weteranów wojennych musi dokonywać trudnych wyborów. Z jednej strony potrzebujący pacjenci, z drugiej brak pieniędzy i limity na usługi medyczne. Każdy dzień, to ciągłe zmaganie się z niedostatkiem leków, środków opatrunkowych czy łóżek dla chorych. Wydaje się, że nic nie jest w stanie tego zmienić. Jak zwykle pomaga przypadek. Jeden z lekarzy odkrywa magazyn pełen niezbędnych medykamentów. Kiedy o tym informuje przełożonych, słyszy, że są to zapasy na czarną godzinę i nie można z nich korzystać. Postanawia więc wziąć sprawy we swoje ręce i wykraść lekarstwa.

## Główne role
- Ray Liotta – Dr Richard Sturgess
- Kiefer Sutherland – Dr Peter Morgan
- Forest Whitaker – Dr Sid Handleman
- Lea Thompson – Dr Robin Van Dorn
- John C. McGinley – Dr Rudy Bobrick
- John Mahoney – Dr Henry Dreyfoos
- Keith David – Luther Jermoe
- Kathy Baker – Dr Diana Walton
- Eli Wallach – Sam Abrams
- Noble Willingham – Główny inspektor
- Julie Bovasso – Amelia Sturdeyvant
- Troy Evans – Pat Travis
- Lynne Thigpen – Pielęgniarka White
- Jeffrey Tambor – Dr Leo Krutz
- Leo Burmester – Strzelec Polaski
- Ernest Abuba – Ikiro Tenabe
- Rutanya Alda – Ann Travis
- Michele Little – Pielęgniarka Pierce
- Emily Houpt – Dr Norris
- Mark Lowenthal – Dr Wolin